# خانه طاهری (مهریز)
خانه طاهری مربوط به اواخر دوره قاجار تا اوایل دوره پهلوی است و در مهریز، بخش مرکزی، دهستان خورمیز، روستای سریزد، محله میان واقع شده و این اثر در تاریخ ۱۶ دی ۱۳۸۷ با شمارهٔ ثبت ۲۴۴۲۳ به‌عنوان یکی از آثار ملی ایران به ثبت رسیده است.
این خانه متعلق به شیخ عبدالحسین محمدطاهری، از بزرگان سریزد در آن دوره بوده است. او همچنین دایی و استاد آیت الله سیدعلی مدرسی یزدی بوده است.
در دوره‌ای از حیات وی بخشی ازین خانه به مکتب و مدرسه اختصاص داده شده بود.
شیخ عبدالحسین محمدطاهری درشبانگاه ۲۷آبان سال ۱۳۳۶ درگذشت.